# James Spragg
James Spragg (Exeter, Devon, 19 de juliol de 1987) és un ciclista anglès que fou professional del 2009 al 2015.

## Palmarès
- 2006
  - Vencedor d'una etapa a la Volta a Indonèsia
- 2009
  - Vencedor d'una etapa al Tour de Tailàndia
- 2014
  - Vencedor d'una etapa al Tour de Guaiana